# Kalle Järvinen
Kaarlo Verner Järvinen, detto Kalle (Jyväskylä, 27 marzo 1903 – Soanlahti, 25 agosto 1941), è stato un pesista finlandese.

## Biografia
Era figlio del campione olimpico Verner Järvinen e fratello degli atleti Akilles e Matti Järvinen.
Nel 1932 prese parte ai Giochi olimpici di Los Angeles classificandosi nono nel getto del peso.
Morì in guerra nel 1941.

## Palmarès
| Anno | Manifestazione  | Sede        | Evento         | Risultato | Prestazione | Note |
| ---- | --------------- | ----------- | -------------- | --------- | ----------- | ---- |
| 1932 | Giochi olimpici | Los Angeles | Getto del peso | 9º        | 14,63 m     |      |